# Zina Red
Zina Red is een aardappelras dat in 2013 op de rassenlijst van Stet Holland is verschenen uit de kruising Symfonia x Amorosa.
Het is een middenvroeg rijpend ras en heeft geelvlezige, langovale knollen met een rode schil.
Zina Red is geschikt voor de versmarkt in Europa en Noord Afrika. En een interessant ras voor lokale verkoop. Het kooktype is AB en verwerking tot thuisfrites is mogelijk. De opbrengst is hoog tot zeer hoog. Het onderwatergewicht is met 360 gram voldoende.
Mede vanwege zijn redelijke schurftresistentie kan de Zina Red ook op de wat lichtere gronden geteeld worden. Het knolaantal per plant is niet bijzonder hoog. Om een als tafelaardappel geschikt product te oogsten, dient een normale plantafstand te worden aangehouden. Dit ras heeft een behoorlijke resistentie tegen Phytophthora in de knol. Het is raadzaam om het gewas regelmatig te behandelen tegen deze ziekte.
Voor dit nieuwe ras wordt voorlopig minimaal de adviesbemesting voor N gehandhaafd. Vanwege de gevoeligheid voor stootblauw is een voldoende Kali-gift noodzakelijk. Voor Fosfaat wordt voorlopig de maximum gift geadviseerd.
Alhoewel het onderwatergewicht van Zina Red niet bijzonder hoog is, is dit ras toch iets gevoelig voor stootblauw. Mede vanwege de knolgrootte wordt geadviseerd zorgvuldig te oogsten en valhoogtes zoveel mogelijk te beperken.

## Ziekten
Resistent tegen aardappelmoeheid Ro1 + Ro4 en vatbaar voor wratziekte fysio 1. Zina Red heeft een vrij goede schurftresistentie. Behoorlijk sterk tegen Phytophthora in de knol. Dit ras is niet gevoelig voor Yntn symptomen.